# Tarantino's Mind
Tarantino's Mind é um filme de curta-metragem brasileiro, estrelado por Seu Jorge e Selton Mello, com direção e roteiro coletivo da 300 ML e produção da Republika Filmes.
Esteve entre os dez filmes internacionais mais votados pelo público na décima oitava edição do Festival Internacional de Curtas-Metragens de São Paulo.

## Sinopse
Dois amigos se encontram em um bar para falar sobre uma teoria de ligações entre os personagens dos filmes do diretor norte-americano Quentin Tarantino.